# Восстание в Наусе
Восстание в Наусе (греч. Ολοκαύτωμα της Νάουσας) — одно из сражений Освободительной войны Греции 1821—1829 гг, произошедшее в феврале 1822 года.

Статуя героини 1822 года

## Предыстория
Городу Науса (Иматия), регион Центральная Македония, с греческим в основном населением
,
в годы османского правления были предоставлены автономия и торговые привилегии .Это отчасти объясняет негативное отношение знати города к деятельности «апостолов» тайного революционного общества Филики Этерия, кульминацией которого была выдача туркам старейшиной города Зафиракисом Теодосиу апостола Д.Ипатроса и последовавшая мученическая смерть последнего, в январе 1821 года
.
В конце февраля (по григорианскому календарю) 1821 года, Александр Ипсиланти с гетеристами перешёл реку Прут, подняв восстание в Молдавии и Валахии, после чего началось восстание в Пелопоннесе 25 марта 1821 года (юлианский календарь). Последовала резня греческого населения по всей территории Османской империи. В первый день Пасхи 1821 года, 10 апреля, в Константинополе был повешен Григорий V .
Первым в Македонии, на полуострове Халкидики, поднял восстание Паппас, Эммануил, за ними последовал Олимп.

## Восстание

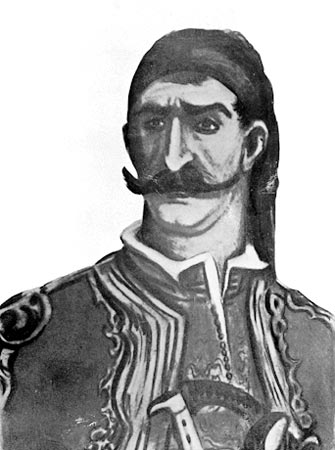
Анастасиос Каратасос

Памятник Ангелису Гацосу

Благополучная Науса выступила почти через год после начала восстания, 19 февраля 1822 года. Восстание возглавили военачальники Каратасос, Анастасиос и Гацос, Ангелис (который скорее всего принадлежал славяноязычному меньшинству — в болгарской историографии упоминается как болгарин Ангел Гацо) к которым примкнул и старейшина Теодосиу, Зафиракис
.
Повстанцам удалось освободить близлежащие сёла и дойти до города Верия, но хотя турки покидали Верию, повстанцы в город не вступили и отошли, узнав, что против них выступили 15 тысяч турок из Салоники, под командованием Мехмет Эмин-паши, известного и как Абдул Абуд Лубут (несуший дубину).

## Оборона
Спасаясь от нашествия, в город стало стекаться и население окрестных сёл.
Повстанцы в затяжных боях сумели задержать продвижение турок. 12 марта повстанцы нанесли поражение туркам у монастыря Домбра, что не помешало туркам приступить 16 марта к первой осаде. 24 марта турки приступили к артиллерийскому обстрелу и 30 и 31 марта совершили 2 атаки на город, которые были отбиты защитниками.
. Наконец через месяц после начала осады ,11 апреля 1822 года, им удалось сжать кольцо вокруг города. Защитникам города, костяк которых составляли 400 клефтов Каратасоса, удалось продержаться до 13 апреля, когда при содействии политических противников Зафиракиса
 турки вошли в город .
Каратасос и Гацос сумели прорваться, но их семьи были пленены.
Зафиракис с сыном и другими военачальниками оборонялся 3 дня в своей родовой башне, после чего при прорыве был взят в плен и обезглавлен.
Военачальник Зотос получил ранение при прорыве, вернулся в родовую башню Зафиракиса и взорвал пороховой погреб, вместе с собой и наседавшими турками.

## Резня
Резня в городе продолжалась 5 дней и затронула и 120 сёл в округе. По одним данным погибло около 5 тыс. человек и столько же было продано в рабство, однако сегодня в Наусе каждый год отмечается память 1241 мучеников города
.
Многие молодые женщины и матери с детьми в руках бросились в водопады реки Арапица, разделяющую город на две части, чтобы избежать турецкого рабства,
 ,,.
А.Вакалопулос упоминает евреев как исполнителей массовой казни пленных (англ., стр 641.).

## Последствия
Разрушение Наусы положило конец Греческой революции в Македонии, но многие жители города и окрестных сёл продолжили своё участие в Освободительной войне в Южной Греции
.
После разрушения города привилегии были упразднены и демографический состав населения изменился. Только в 1849 году будет вновь разрешено самоуправление, с выбором старейшины.
Науса была освобождена от турок через 90 лет, в ходе Первой Балканской войны, 5-й дивизией греческой армии 17 октября 1912 года
 .

## Память
Восстание и оборона Наусы содействовали успеху революции в Южной Греции и, как признание вклада города в Освободительную войну и жертв понесённых жителями, королевским указом 1955 года городу, одному из немногих в стране, был присвоен титул Героический (греч. Ηρωική Πόλη της Νάουσας)
.